# Giuseppe Moretti (botaniste)
Pour les articles homonymes, voir Moretti.
Giuseppe Moretti (30 novembre 1782 – 2 décembre 1853) est un botaniste italien qui fut professeur de botanique et directeur des jardins botaniques de l'université de Pavie.
Le genre Morettia de la famille des Brassicacées a été nommé en son honneur.